# 一ノ渡宏昭
一ノ渡 宏昭（いちのわたり ひろあき、6月22日 - ）は日本の男性声優。プロダクション・エース所属。埼玉県出身。以前はキャロットハウスに所属していた。

## 出演作品

### テレビアニメ
1998年
- ビーストウォーズII 超生命体トランスフォーマー（1998年 - 1999年、シーファントム）

2009年
- アラド戦記 〜スラップアップパーティー〜（刑事）

2010年
- おまもりひまり（優人の父）

2011年
- R-15（ドリルロボ、マッチョ2）

2013年
- 宇宙戦艦ヤマト2199（ダール・ヒステンバーガー[2]）

2015年
- 櫻子さんの足下には死体が埋まっている（年配の巡査）

2016年
- ブレイブウィッチーズ（副長）

### OVA
2017年
- 宇宙戦艦ヤマト2202 愛の戦士たち（副長[3]）

### ゲーム
1998年
- ほたる（六波羅理）
- リエゾン 〜liaison〜（土門隆史）

2001年
- キャッスルファンタジア〜聖魔大戦R〜
- 同窓会refrain（滝口洋介）

2004年
- SIMPLE2000シリーズ Vol.60 THE 特撮変身ヒーロー
- スペクトラルフォース ラジカルエレメンツ（ドレイク・ヴァンクラー、フィガー・ジャンク、エルンドラー・ローリングレイ）
- 放課後のLoveBeat

2005年
- SIMPLE2000シリーズ Vol.88 THE ミニ美女警官（イタチの松田）
- 新紀幻想 SSII アンリミテッドサイド
- 月は切り裂く 〜探偵 相楽恭一郎〜（星崎玲司）

2011年
- EARTH DEFENSE FORCE: INSECT ARMAGEDDON（インテル）
- 新紀幻想 スペクトラルソウルズII（バイアード）

2013年
- コール オブ デューティ ゴースト[4]

2014年
- 戦場の円舞曲（レオニダス[5]）
- The Elder Scrolls Online（アゼマド 、ヴァニエルウス 他）

2015年
- レインボーシックス シージ（グラズ）

2018年
- Fallout 76

### 吹き替え

#### 映画
- アナザー・エフェクト11:59
- アメリカン・ホンティング
- アルティメット・エネミー（ストーン）
- 硫黄島の砂 ※PDVD版
- 11:46（ジョン）
- ウォーロード/男たちの誓い（ルー・ターシャン）
- エステラ・ウォーレンの知られたくない私のヒ・ミ・ツ
- L project（エイブリー〈ランバート・ウィルソン〉）
- オオカミは嘘をつく（シャウリ）
- 追風少年
- カウントダウン-地球滅亡の日-（マーク・トンプソン）
- 輝く瞳が未来を創る
- キャピタリズム〜マネーは踊る〜
- 幸せの1ページ
- ジェシカ・シンプソンのミリタリー・ブロンド（徴兵官）
- ジェシカ・シンプソンのワーキング・ブロンド（ビリー〈ドリュー・ファラー〉）
- ジェニファー・ラブ・ヒューイットのセレブリティ
- シティ・オン・ファイアー（ブレンダン〈ボブ・モーリー〉）
- スネーク・ダイヴ（ヒューストン・デイビス少佐〈ジョン・L・カーティス〉）
- ソーラー・ストライク2012（ヘンリー大尉）
- 201X（ホッファー）
- 第3逃亡者（馬車男〈ジェリー・ヴァーノ〉）※PDVD版
- ダークネスナイト（ナッシュ）
- ドラゴンハンター（ネーサン）
- ナチス・虐殺の島
- ネバー・バックダウン（エリック〈ティルキー・ジョーンズ〉）
- 必殺処刑人 リベンジ（ランダル）
- 5DAY
- フィン・オン・ザ・フライ（パブロ）
- フェーズ7（フランク）
- フラッシュ・ゴードン（ジョー・ワイリー）
- ベルベット・スパイダー（ダニー〈D・B・スウィーニー〉）
- MAGIC AND THE WAR OF THE DRAGONS 〜魔法戦士と竜の騎士団〜（ヘンギスト）
- マルセイユの決着（アントワーヌ〈ニコラ・デュヴォシェル〉）
- 滅亡の黙示録（デビッド・バレット〈チャールズ・ショーネシー〉）
- やがて復讐という名の雨（リシャール〈フランシス・ルノー〉）
- ロンドン・ブルバード LAST BODYGUARD
- ロシア特殊部隊 スペツナズ
- 私の婚活恋愛術（トム〈アダム・レイナー〉）

#### テレビドラマ
- アーロン・ストーン（クロニス）
- 倚天屠龍記（莫声谷、鉢のおかしら、元広波）
- エデンの東（ケン）
- 項羽と劉邦 King's War（剛武侯）
- CSI:8 科学捜査班（ダニエル・プリチャード）
- CSI:9 科学捜査班（ジェイコブ・ウルフ、ミッチェル巡査 他）※異なる役で毎回レギュラー出演
- チャームド 〜魔女3姉妹〜
- Dr.HOUSE シーズン4 #15（カネシロ〈ヘンリー・ハヤシ〉）
- バーン・ノーティス 元スパイの逆襲
- プリズン・ブレイク
- プッシング・デイジー 〜恋するパイメーカー〜
- 名探偵モンク7
- ラスト・クルセイダーズ（デ・アンジェリス大司教〈ヴィクター・ガーバー〉）
- ロビンフッド（ガイ〈リチャード・アーミテージ〉）

#### アニメ
- ラグラッツ（歯医者、大きなほ乳瓶、インターン）

#### その他
- アプレンティス2/セレブたちのビジネス・バトル（トレイス・アドキンス）

### ドラマCD
- 君と僕。 高校生編2（金魚すくいのおじさん）
- サウダージ（ルイス）
- 全寮制櫻林館学院〜ゴシック〜（神父）

### ナレーション
- サイエンスワールド
- 続日本駅弁図鑑
- 泊まれるレストラン オーベルジュへの誘い（旅チャンネル）
- Mysteryブックナビ（ミステリチャンネル）

### ボイスオーバー
- BS世界のドキュメンタリー（NHK-BS1）

### その他
- オーディオブック 死神の初恋 愛満つる夜に願いを（2022年）